# أليكس اندكفيست
أليكس اندكفيست (بالسويدية: Alex Lundqvist) هو عارض سويدي، ولد في 14 أبريل 1972 في ستوكهولم في السويد.

## وصلات خارجية
- أليكس اندكفيست على موقع IMDb (الإنجليزية)
- أليكس اندكفيست على موقع قاعدة بيانات الفيلم (الإنجليزية)